# Ley del candado
O nome de Ley del candado ("lei do cadeado") foi o término aplicado a uma lei promulgada pelo presidente espanhol, José Canalejas (1910-1912), em 1910, que proibia o estabelecimento de novas congregações religiosas na Espanha, limitando assim entre outros, o poder da Igreja sobre o Estado.